# Applejack
(Applejack a Twilight Sparkle.)
Applejack è un personaggio principale della serie animata My Little Pony - L'amicizia è magica, doppiata in italiano da Benedetta Ponticelli e da Ashleigh Ball nell'edizione originale. Ella rappresenta l'elemento dell'onestà.

## Il personaggio

### Lo sviluppo del personaggio
Applejack è uno dei due membri, assieme a Spike, a non aver subito alterazioni radicali; mantiene infatti quasi del tutto intatto il modello della sua versione nella prima serie di Vola Mio Mini Pony, noto in Italia come Melania.

### Carattere
Applejack ha un carattere laborioso e affidabile. Molto spesso può essere vista al lavoro nella sua fattoria Giardino Dolcimele (Sweet Apple Acres in originale), intenta a calciare mele giù dagli alberi (applebucking), a trainarle in un carretto o a venderle al mercato di Ponyville. Piuttosto testarda, in un'occasione rifiuta categoricamente di accettare l'aiuto di Twilight, cercando di portare a termine le cose senza l'aiuto di nessuno, pur essendo al contrario sempre disposta ad aiutare gli altri.
Applejack si dimostra a volte litigiosa e leggermente puerile, in un caso mal sopportando le maniere eccessivamente raffinate di Rarity e rischiando così di rovinare il pigiama party di Twilight; in un'altra occasione la sua estrema rivalità con Rainbow Dash spinge entrambe le pony a barare durante una corsa.
Ciononostante Applejack funge spesso da sostegno per il gruppo, con il suo buon senso e la sua indiscussa affidabilità, più di una volta frenando l'impetuosità di Rainbow Dash. La sua onestà si traduce in un modo di fare diretto e schietto, e nella difficoltà nel mentire.
Applejack è molto legata alla sua famiglia: composta dalla vecchia e mezza sorda nonna Granny Smith, dal taciturno fratello maggiore Big McIntosh e dalla giovane e irrequieta sorellina Apple Bloom; dopo essere andata a vivere per un breve periodo, da piccola, presso gli altolocati zii Orange di Manehattan, Applejack ha compreso che il suo posto era con la sua famiglia alla fattoria, e ha fatto ritorno a Ponyville guadagnandosi il cutie mark (tre mele).
In originale, Applejack parla con un marcato accento del sud degli Stati Uniti, tipicamente associato alle popolazioni rurali, con tanto di locuzioni idiomatiche tipiche di quella parlata.

### Abilità
Applejack possiede grandi doti atletiche, forza e abilità, dimostrandosi particolarmente brava a far cadere le mele dall'albero e nell'utilizzo della corda che utilizza al lavoro e per svolgere svariati compiti. Si rivela molto brava anche nell'ambito culinario, preparando diversi cibi e dolci con le mele come ingrediente principale, tanto che Pinkie, ella stessa eccellente preparatrice di dolci, la loda come «la più grande pasticciera di tutti i tempi» nonché «la pasticciera più rinomata» di Ponyville.

## Equestria Girls
Nell'universo di Equestria Girls, Applejack è una ragazza liceale dalla pelle arancio chiaro. Suona il basso elettrico e si trasforma in pony quando dà particolare mostra del suo carattere onesto. In questo mondo è anche presente il resto della famiglia Apple, tra cui Granny Smith (che lavora nella mensa), Big McIntosh e Apple Bloom. Nel quarto film Equestria Girls - Legend of Everfree Applejack ottiene, come le sue amiche, poteri magici derivati da una pietra magica arancione, che le dona una forza sovrumana.